# Діуретики
Діуретик — це будь-яка речовина, яка запускає чи прискорює діурез, тобто прискорене виведення рідини з організму. До них також відносяться сечогінні препарати, які викликають примусовий діурез. Існує декілька категорій діуретиків, усі з яких прискорюють виведення рідини з організму через нирки, зменшуючи вміст в порожнинах тіла, однак кожен у свій, відмінний від інших, спосіб. Протилежно діуретику є антидіуретик, як от вазопресин, функцією якого є, навпаки, утримання води в організмі.

## Медичні застосування
Практичне значення має класифікація діуретиків, за якою розрізняють:
- препарати, які впливають на функцію епітелію ниркових канальців — дихлотіазид, фуросемід, кислота етакринова, діакарб;
- калійзберігальні діуретики — тріамтерен, спіронолактон;
- осмотичні діуретики — маніт, сечовина.

За здатністю гальмувати реабсорбцію Na+ в ниркових канальцях (отже і за силою дії) діуретики поділяють на такі групи:
- сильні (гальмують реабсорбцію на 10-20 %) — фуросемід, кислота етакринова, маніт;
- середньої сили дії (гальмують реабсорбцію на 5-8 %) — дихлотіазид;
- слабкі діуретики (гальмують реабсорбцію не більше як на 3-5 %) — спіронолактон, тріамтерен.

За тривалістю дії їх поділяють також на три групи:
- екстреної дії — маніт, фуросемід, кислота етакринова;
- середньої дії — дихлотіазид, тріамтерен;
- повільної але тривалої дії — спіронолактон.

### Альтернативна класифікація
За локалізацією та механізмом дії:
1. Засоби, що діють на рівні клітин ниркових канальців.
- 1.1. Засоби, що діють на рівні апікальної мембрани:
- 1.1.1. Конкуренти за переносник натрію [β-білок-переносник] (триамтерен, амілорид).
- 1.1.2. Антагоністи альдостерону — блокатори продукції β-білкапереносника (спіронолактон).
- 1.2. Засоби, що діють на рівні базальної мембрани:
- 1.2.1. Петлеві діуретики (фуросемід, кислота етакринова, торасемід, індакрінон).
- 1.2.2. Тіазидні діуретики (гідрохлортіазид, циклометіазид, оксодолін).
- 1.2.3. Тіазидоподібні діуретики (індапамід, клопамід, хлорталідон).
- 1.3. Інгібітори карбоангідрази (діакарб).
- 1.4. Осмотичні сечогінні засоби (маніт, сечовина).
- 1.5. Позаниркові сечогінні засоби, котрі реалізують свою дію через підвищення кровообігу взагалі і у нирках зокрема (теобромін, теофілін, еуфілін та ін.).
- 1.6. Препарати рослинного походження, котрим притаманна діуретична дія (хвощ польовий, листя мучниці, бруньки берези, листя ортосифону, ягоди суниць та ін.).

Позагрупові: трипамід
2. За силою дії діуретичних засобів (за інтенсивністю екскреції йонів Na+):
- 2.1. Засоби потужної діуретичної дії (англ. high-ceiling diuretics) — гальмують реабсорбцію Na+ на 10–20 % — швидкість сечовиділення понад 8 мл/хв — фуросемід, торасемід, кислота етакринова, клопамід, осмотичні діуретики (маніт, сечовина).
- 2.2. Засоби середньої сили дії (англ. low-ceiling diuretics) — гальмують реабсорбцію на 5–10 % — тіазиди та тіазидоподібні: гідрохлортіазид, індапамід.
- 2.3. Засоби слабкої дії — гальмують реабсорбцію на 3 % — спіронолактон, діакарб, триамтерен, амілорид, ксантини (теофілін, теобромін, еуфілін), препарати лікарських рослин (листя мучниці, листя ортосифону, березові бруньки та ін.).

3. За швидкістю настання сечогінного ефекту:
- 3.1. Швидкої (екстреної) дії (максимальний ефект настає через кілька хвилин) — фуросемід, кислота етакринова, маніт.
- 3.2. Помірної швидкої дії (початок дії розвивається через 1–2 до 4 години) — діакарб, теофілін, еуфілін, амілорид, циклометіазид, клопамід, оксодолін.
- 3.3. Повільної дії (початок прояву клінічної дії через 48–120 годин) — спіронолактон, канреонат натрію.

4. За тривалістю сечогінної дії:
- 4.1. Короткої дії (4–8 год) — фуросемід, торасемід, кислота етакринова, маніт, сечовина.
- 4.2. Середньої тривалості дії (8–14 год) — діакарб, триамтерен, амілорид, гідрохлортіазид, теофілін, еуфілін, торасемід, індапамід, клопамід.
- 4.3. Тривалої дії (кілька діб) — спіронолактон, хлорталідон.[1]

### Покази
Враховуючи характер і механізми впливу діуретичних засобів на функціональні елементи нефрона, основними показами до застосування їх у медичній практиці слід вважати:
- набряки та накопичення води і солей в порожнинах тіла, зокрема при серцевій, нирковій чи печінковій недостатності;
- гіпертензія, оскільки діуретики зменшують об'єм внутрішньосудинної рідини і знижують чутливість судин до катехоламінів;
- нефрогенний нецукровий діабет (для зменшення діурезу);
- ідіопатична гіперкальціюрія (для попередження розвитку сечокам'яної хвороби).

## Механізми дії
Хімічно, діуретики є групою сполук, які або стимулюють, або інгібують різні гормони, які природним чином виникають в організмі, щоб регулювати вироблення сечі нирками.
Діуретики — ефективний інструмент терапевтичного використання. По-перше, вони ефективно знижують артеріальний тиск. Петльові і тіазидні діуретики виділяються з проксимального канальця, за допомогою органічного аніона-транспортера-1 спричиняють сечогінну дію шляхом зв'язування з Na (+) — К (+) — 2Cl (-)транспортером-2 типу в товстій висхідній гілці та Na (+) — Cl (-)транспортером в дистальних звивистих канальцях, відповідно.
| Група                     | Механізм                                                                        | Локалізація                         | Назва препаратів                                                                   |
| ------------------------- | ------------------------------------------------------------------------------- | ----------------------------------- | ---------------------------------------------------------------------------------- |
| Петльові діуретики        | Гальмування Na, K,Cl-котранспортера в апікальній мембрані                       | Товста висхідна частина петлі Генле | Буметанід, Піретанід, Торасемід, Фуросемід, Етакринова кислота                     |
| Тіазиди                   | Гальмування Na, Cl-котранспортера в апікальній мембрані                         | Дистальний звивистий каналець       | Гідрохлортіазид, Індапамід, Клопамід, Ксипамід, Метолазон, Хлорталідон, Хлортіазид |
| Інгібітори карбоангідрази | Гальмування секреції йонів водню та зменшення реабсорбції бікарбонату та натрію | Проксимальний каналець              |                                                                                    |
| Калійзберігаючі діуретики | Конкурентне пригнічення ефекту альдостерону                                     | Кіркові збиральні трубки            | Амілорид, Спіронолактон, Тріамтерен                                                |
|                           | Блокада натрієвих каналів апікальної мембрани                                   | Система збиральних трубок           |                                                                                    |
| Осмотичні діуретики       | Спричиняють осмотичний діурез                                                   | Проксимальні канальці               | Манніт, Сечовина                                                                   |
| Ксантини                  | Пригнічують реабсорбцію Na+, збільшують швидкість клубочкової фільтрації        | Трубочки                            |                                                                                    |

Посилення сечоутворення шляхом збільшення клубочкової фільтрації малопродуктивне порівняно із гальмуванням канальцевої реабсорбції. Тому найефективніше підсилюють видільну функцію нирок препарати, які пригнічують канальцевий транспорт натрію.
Діуретики, що переважно збільшують швидкість клубочкової фільтрації. Діуретичний ефект серцевих глікозидів і метилксантинів відносно невеликий. Він виявляється переважно при набряках, пов'язаних зі зниженням клубочкової фільтрації у хворих із серцевою недостатністю, у яких за рахунок спазму аферентних артеріол ниркових клубочків компенсаторно посилена канальцева реабсорбція натрію і води. Механізм збільшення клубочкової фільтрації полягає в підвищенні серцевого викиду, усуненні серцевої недостатності, поліпшенні кровопостачання нирок. Ксантини до того ж розширюють артерії нирок, підсилюють нирковий кровообіг. Глікозиди та ксантини здатні також знижувати канальцеву реабсорбцію іонів Na+ і Cl– за рахунок пригнічення ферментів канальцевого епітелію, що забезпечують транспорт натрію.
Діуретики, які гальмують активний транспорт натрію в канальцевому епітелії. Ацетазоламід інгібує фермент карбоангідразу, особливо в проксимальних канальцях. Цей фермент каталізує утворення вугільної кислоти з СО2 і Н2О з її подальшою дисоціацією на Н+ і НСО3-. В умовах пригнічення карбоангідрази кількість іонів Н+ та їх обмін на іони Na+ зменшується, натрій виводиться із сечею у вигляді бікарбонату, паралельно підсилюється екскреція іонів К+. Сеча стає лужною, у крові через недостачу бікарбонату виникає ацидоз, що знижує сечогінний ефект препарату. Тому його призначають не частіше 2 разів на добу з перервою через 4–5 днів і комбінують з питтям розчину бікарбонату натрію. Сечогінний ефект ацетазоламіду чітко виявляється при серцево-легеневій недостатності. Пригнічення карбоангідрази у циліарному тілі ока зменшує продукцію внутрішньоочної рідини, що використовується при глаукомі та перед операціями на очному яблуці (видалення катаракти, операції на сітківці). Створено інгібітори карбоангідрази для місцевого застосування в офтальмології — дорзоламід (трусопт) і його комбінація з тимололом (косопт), комбінація ацетазоламіду з аналогом простагландину F2αлатанопростом (ксалатан). Пригнічення карбоангідрази в головному мозку зменшує продукцію ліквору і знижує внутрішньочерепний тиск, послаблює активність епілептогенного вогнища, тому ацетазоламід застосовують при епілепсії. У зв'язку зі збільшенням утворення СО2 і протидією алкалозу ацетазоламід використовують для профілактики і лікування висотної хвороби — нудоти, слабкості, запаморочень, набряку легень і мозку при сходженні на висоту 2500–4000 м, при синдромі нічного апное — затяжних дихальних пауз уві сні.
Тіазидові діуретики діють як у проксимальному, так і в дистальному канальцях, особливо в кортикальному розвідному сегменті. Їх помірна сечогінна дія поєднується з вираженим гіпотензивним ефектом. Тіазидові діуретики зменшують здатність нирок до розведення сечі. В епітелії канальців вони пригнічують ферменти сукцинатдегідрогеназу і карбоангідразу. Зрушення кислотно-лужної рівноваги зазвичай відсутні, а тіазидові діуретики ефективні як при ацидозі, так і при алкалозі. Підсилюється екскреція іонів Na+, K+, Mg2+, Cl–, HCO3-. Особливість цих препаратів — зниження екскреції іонів Са2+ (інші діуретики її збільшують). Механізм пояснюється прямим і опосередкованим через паратироїдин посиленням реабсорбції кальцію, підвищенням усмоктування кальцію в кишці. Гіпокальціурична дія сприятлива при гіпокальціємії, остеопорозі. Тіазидові діуретики не тільки знижують об'єм внутрішньосудинної рідини, але й значно знижують чутливість судин до звужувального впливу, тому більше за інші діуретики знижують АТ. При нецукровому діабеті вони проявляють «парадоксальний» антидіуретичний ефект — зменшують кількість сечі внаслідок пригнічення центру спраги і підвищення чутливості нирок до антидіуретичного гормону. Гідрохлоротіазид діє до 6–8 год, його застосовують переважно при артеріальній гіпертензії або при набряковому синдромі. Хлорталідон відрізняється тривалішою дією (до 1 доби). Близький до тіазидових діуретиків індапамід має властивості блокатора кальцієвих каналів, тому проявляє виражену судинорозширювальну дію при помірному сечогінному ефекті, зменшує гіпертрофію міокарда і рекомендується при артеріальній гіпертензії.
Петльові діуретики — найпотужніші сечогінні препарати. Здебільшого вони діють у висхідному коліні петлі Генле, де блокують протиточно-поворотно-множинну систему нефрону і порушують осмотичне концентрування сечі за рахунок пригнічення котранспорту іонів Na+ і Cl–. Значно підвищується виведення іонів Na+, K+, Cl–, Mg2+, Ca2+. Крім того, петльові діуретики гальмують проксимальну реабсорбцію натрію. Рецептори до фуросеміду знаходяться на люменальному боці ниркового епітелію. Етакринова кислота, крім того, порушує селективний міжклітинний транспорт іонів шляхом розширення міжклітинних сполучень у стінці канальців, де знаходяться фіксовані заряди. Тому препарат перешкоджає і пасивній реабсорбції Na+. Петльові діуретики збільшують нирковий кровообіг і швидкість клубочкової фільтрації (переважно за рахунок посилення дії простагландинів). Викликають масивне ниркове скидання внутрішньосудинної рідини, що при неправильному дозуванні може призвести до небезпечної гіповолемії. Після закінчення дії цих препаратів можливий феномен «віддачі» — зниження натрійурезу за рахунок активації натрійзатримувальних систем. При введенні у вену петльові діуретики швидко («на голці») розслаблюють судини великого і малого кола кровообігу. Основні покази до застосування петльових діуретики: набряк легень і мозку, хронічна декомпенсація кровообігу з набряками, гостра і хронічна ниркова недостатність (ефективні при зниженні клубочкової фільтрації), артеріальна гіпертензія (особливо при кризах), гострі отруєння (у комбінації з в/в введенням рідини — «форсований діурез»), гестози другої половини вагітності. Найчастіше застосовують фуросемід. Його сечогінна і протинабрякова дія підсилюється на фоні використання замінників кухонної солі.
Діуретики, які гальмують пасивний транспорт натрію. Осмотичні діуретики фільтруються крізь клубочкові мембрани, не реабсорбуються повністю у ниркових канальцях й екскретуються з ізоосмотично еквівалентною кількістю води. Частіше використовують манітол (маніт), іноді — 20–40 % розчини глюкози, гліцерин, сорбіт. Вони починають свою дію в крові: підвищення осмотичного тиску викликає вихід рідини з інтерстицію різних органів у судини (дегідратуючий ефект) і збільшує об'єм внутрішньосудинної рідини, що стимулює утворення натрійуретичного гормону. Підсилюється нирковий кровообіг, клубочкова фільтрація зазвичай підвищується. Високий осмотичний тиск у канальцях викликає приплив рідини з інтерстицією через міжклітинні сполучення, що шунтує реабсорбцію води і різних іонів. Збільшується ниркова екскреція іонів Na+, K+, Ca2+, Mg2+, HCO3-. Осмотичні діуретики діють по всій довжині нефрону. У механізмі їх дії має значення збільшення об'єму канальцевої рідини і швидкості її проходження по петлі Генле (не встигає спрацьовувати механізм осмотичного концентрування сечі). Виділяється велика кількість гіпотонічної сечі. Цей потужний ефект є швидкоплинним — він триває, поки осмотичний діуретик проходить по канальцях нирок. Манітол не всмоктується в ШКТ (при прийомі всередину викликає осмотичну діарею), вводиться тільки в/в крапельно. Гліцерин призначають усередину. Сечовина сьогодні майже не застосовується, оскільки вона реабсорбується в нирках, підвищує залишковий азот крові, проникає в клітини і тому притягує воду з кровоносного русла («ефект рикошету»), має подразливу дію. Осмотичні діуретики рекомендовано при набряку легень (крім пов'язаного з первинним зниженням скоротності лівого шлуночка, оскільки збільшення об'єму крові в судинах може підсилити набряк легень), набряку мозку, під час операцій зі штучним кровообігом, при гострих отруєннях (особливо барбітуратами, саліцилатами, бромідами), іноді при глаукомі. Манітол, крім того, використовується для консервації крові та еритроцитів, для перфузії донорських нирок. Кислотоутворювальні діуретики створюють у крові надлишок іона Cl– — аніона сильної кислоти, який витісняє натрій зі зв'язку з бікарбонатом і підвищує кількість NaCl у крові, а далі діє механізм осмотичного діурезу. Зазвичай застосовується хлорид амонію, рідше — хлорид кальцію (з діуретичною метою тільки всередину). Їх слабкий сечогінний ефект самостійного значення не має. Використовуються ці препарати для корекції гіпохлоремічного алкалозу, іноді при епілепсії для зниження активності епілептогенного вогнища, при фосфатурії для поліпшення розчинності фосфатів і зменшення утворення каменів. Хлорид амонію в низьких дозах застосовується як відхаркувальний препарат.
Калійзберігаючі діуретики мають малу силу сечогінної дії. Спіронолактон як конкурентний антагоніст альдостерону ефективний при альдостеронізмі, коли дія інших діуретиків ослаблена. Триамтерен і амілорид ефективні й при нормальному рівні альдостерону в крові. Основне місце дії калійзберігаючих діуретиків — дистальний каналець нефрону. Спіронолактон конкурентно зв'язується з альдостероновими рецепторами і порушує синтез білків, відповідальних за реабсорбцію Na+ в обмін на секрецію К+ із крові в каналець; виведення К+ і Н+ зменшується. Триамтерен та амілорид гальмують вхід Na+ у клітину крізь люменальну мембрану та їх реабсорбцію в обмін на К+. Тому розглянуті діуретики можуть викликати гіперкаліємію. Поряд з калієм у крові затримується і магній. Екскреція Cl– підвищується незначно. Ефект цих препаратів розвивається поступово і зберігається довгостроково. Вони помірно знижують АТ. Гіпотензивна дія найвираженіша у спіронолактону. У її складному механізмі має значення усунення активації ренін-ангіотензин-альдостеронової системи (включаючи зменшення синтезу альдостерону), посилення екскреції натрію, порушення входу кальцію в клітини гладких м'язів судин, блокада мінералокортикоїдних рецепторів у міокарді (завдяки цьому зменшується його гіпертрофія) і в шлуночках головного мозку (зменшуються пресорні впливи на судини). Калійзберігаючі діуретики застосовуються при серцевій недостатності, артеріальній гіпертензії (особливо спіронолактон), цирозі печінки (при цьому захворюванні порушується руйнування альдостерону в печінці і розвивається вторинний альдостеронізм), первинному альдостеронізмі (синдромі Кона). Амілорид у зв'язку з інгібуванням натрієвих каналів в епітелії дихальних шляхів застосовують при легеневій формі муковісцидозу (інгаляційно), поліпозі і хронічному риніті (інтраназально). Калійзберігаючі діуретики часто комбінують з петльовими і тіазидовими діуретиками для корекції гіпокаліємічної дії. Створені препарати комбінованого складу (триампур, модуретик, фурезис та ін.). Привабливою є ідея синтезу речовини і створення на її основі препарату, який поєднує потужний натрійуретичний і калійзберігаючий ефекти. Однак, за сучасними уявленнями, цього навряд чи можна досягти, оскільки ці ефекти формуються в різних відділах нефрону. Для вираженого діуретичного і натрійуретичного ефектів необхідне зв'язування лікарської речовини, яка має кислотні властивості, з рецепторами висхідного коліна петлі Генле, а для зменшення калійурезу — рецепція лігандів з основними властивостями в дистальних канальцях нирок.

## Побічні ефекти
Основні побічні ефекти діуретиків є гіповолемія, гіпокаліємія, гіперкаліємія, гіпонатріємія, метаболічний алкалоз, метаболічний ацидоз і гіперурикемія.
| Побічні ефекти       | Діуретики                               | Симптоми |
| -------------------- | --------------------------------------- | --- |
| Гіповолемія          | петльові діуретики тіазиди              | млявість спрага м'язові спазми гіпотонія                                                                               |
| Гіпокаліємія         | ацетазоламід петльові діуретики тіазиди | м'язова слабкість параліч аритмія                                                                                      |
| Гіперкаліємія        | амілорид триамтерен спіронолактон       | аритмія м'язові спазми параліч                                                                                         |
| Гіпонатріємія        | тіазиди фуросемід                       | симптоми ЦНС кома |
| Метаболічний алкалоз | петльові діуретики тіазиди              | симптоми ЦНС аритмія                                                                                                   |
| Метаболічний ацидоз  | ацетазоламід амілорид триамтерен        | м'язова слабкість неврологічні симптоми млявість кома припадки ступор                                                  |
| Гіперкальціємія      | тіазиди                                 | подагра кальциноз тканин втома депресія плутанина анорексія нудота блювання закреп панкреатит підвищене сечовипускання |
| Гіперурикемія        | петльові діуретики тіазиди              | подагра |